# Natalja Estemirova
Natalja Chusainovna Estemirova (ryska: Наталья Хусаиновна Эстемирова), född 28 februari 1958 i Saratov, i dåvarande Sovjetunionen, död 15 juli 2009 (mördad) i Gazi-Jurt, Ingusjien, var en rysk människorättsaktivist med fokus på Kaukasus. Hon var styrelsemedlem i människorättsorganisationen Memorial. Den 15 juli 2009 fördes hon bort från Groznyj i Tjetjenien och sköts till döds.
Natalja Estemirova studerade historia vid Groznyjs universitet och arbetade som lärare i staden till 1998. Hon hade ända sedan andra Tjetjenienkriget 1999 samlat information om brott mot mänskliga rättigheter i Tjetjetnien. Hon hade arbetat tillsammans med bland andra Anna Politkovskaja och juristen Stanislav Markelov, som båda mördats.
Före sin död hade Estemirova arbetat bland annat med att utreda mordet på journalisten Anna Politkovskaja. 2008 drog hon även på sig Tjetjeniens president Ramzan Kadyrovs vrede när hon motsatte sig hans förslag om att muslimsk hijab skulle vara obligatorisk klädsel för kvinnor i Tjetjenien.

## Biografi
Estemirova föddes i Saratov i Ryska SFSR i dåvarande Sovjetunionen. Familjen var av blandad rysk-tjetjensk etnicitet. Hon tog examen i historia vid Groznyjs universitet, och arbetade som lärare i staden fram till 1998.
Estemirova – mor till en tonårig dotter och änka efter en tjetjensk polis – hade samlat in vittnesmål om brott mot mänskliga rättigheter i Tjetjenien ända sedan andra Tjetjenienkriget 1999. År 2000 blev hon representant för Memorials centrum för mänskliga rättigheter i Groznyj.
Estemirova tilldelades Right Livelihood Award vid en ceremoni i Riksdagshuset i Stockholm 2004. Året därpå tilldelades hon och Sergej Kovalev, ordförande i Memorial, Robert Schumanmedaljen av EPP. I oktober 2007 tilldelades hon Anna Politkovskajapriset av Reach All Women in War, en människorättsorganisation som stödjer kvinnliga människorättsaktivister i krig. Hon hade arbetat tillsammans med journalisten Anna Politkovskaja och advokaten Stanislav Markelov, vilka båda mördades 2006 respektive 2009.

## Mordet
Den 15 juli 2009 kidnappades Natalja Estemirova i sitt hem i Groznyj. Enligt Tanja Loksjina på Human Rights Watch i Moskva fördes Estemirova bort av okända personer nära sitt hus omkring 08.30. Hennes kolleger anade oråd när hon inte dök upp till ett möte som planerat. De gick hem till henne där de fann vittnen som de frågade. Två vittnen hade sett Estemirova bli tvingad in i en bil medan hon ropade att hon blev bortförd.
Lokshina uppgav att Estemirova arbetade med ”extremt känsliga” fall av brott mot mänskliga rättigheter i Tjetjenien då hon kidnappades. Hon sade också att Estemirova blivit kidnappad på grund av sin yrkesverksamhet. Human Rights Watch har lämnat in krav både till Kreml och Tjetjeniens president Ramzan Kadyrov att Estemirova ska återvända hem oskadd.
Vladimir Markin meddelade att kroppen av en kvinna med kulhål i huvudet och bröstet hittas klockan 16:30 i ett skogsparti hundra meter från en riksväg nära byn Gazi-Jurt i Nazran. Genom innehållet i kvinnans handväska kunde man konstatera att det var Estemirova.